# Lakatjärnen (Åre socken, Jämtland)
Lakatjärnen är en sjö i Åre kommun i Jämtland och ingår i Indalsälvens huvudavrinningsområde. Sjön har en area på 0,251 kvadratkilometer och ligger 509,8 meter över havet. Sjön avvattnas av vattendraget Sausjöån.

## Delavrinningsområde
Lakatjärnen ingår i det delavrinningsområde (706714-132909) som SMHI kallar för Utloppet av Lakatjärnen. Medelhöjden är 566 meter över havet och ytan är 6,67 kvadratkilometer. Räknas de 7 avrinningsområdena uppströms in blir den ackumulerade arean 38,99 kvadratkilometer. Sausjöån som avvattnar avrinningsområdet har biflödesordning 3, vilket innebär att vattnet flödar genom totalt 3 vattendrag innan det når havet efter 377 kilometer. Avrinningsområdet består mestadels av skog (47 procent), öppen mark (12 procent) och kalfjäll (33 procent). Avrinningsområdet har 0,25 kvadratkilometer vattenytor vilket ger det en sjöprocent på 3,8 procent.